# 岡登喜太

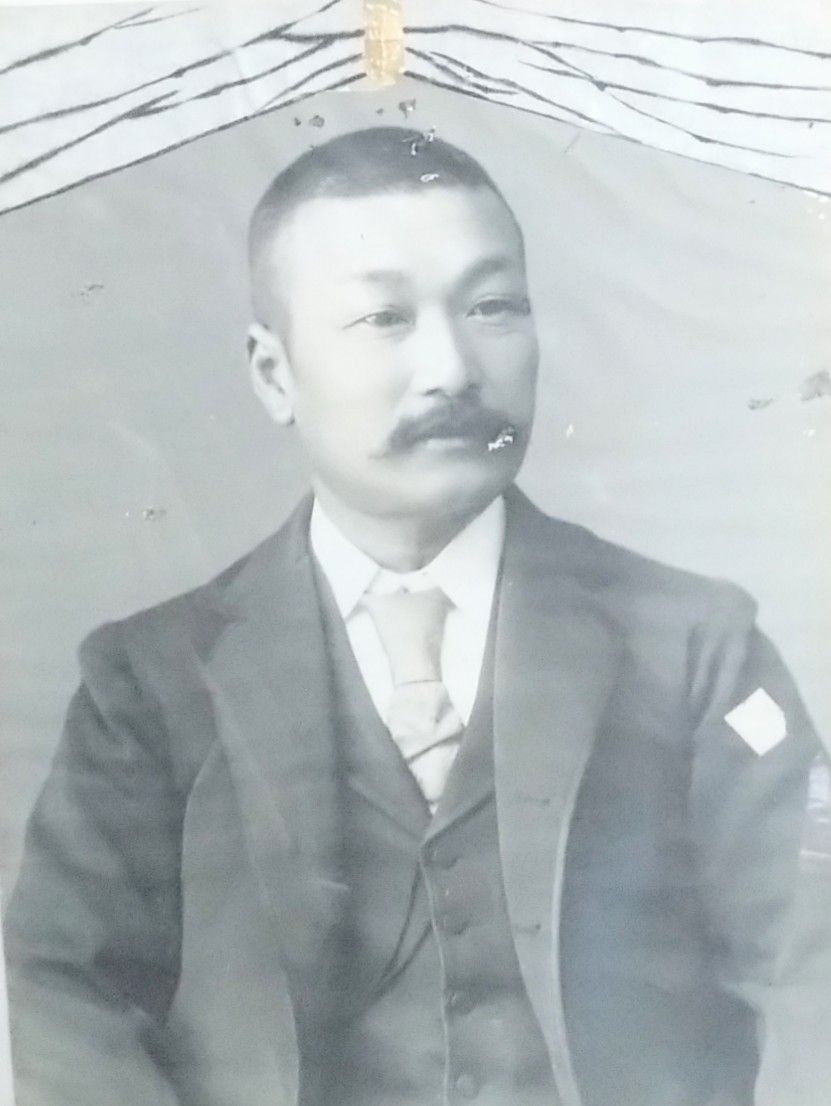
岡登喜太（1854–1903）、群馬県荒砥村（現・前橋市二之宮町）出身。荒砥村の初代村長〈岡家所蔵〉
Tokita Oka (1854–1903), first mayor of Arato Village, Gunma Prefecture, Japan. Preserved in the Oka family collection.
Tokita Oka (1854–1903), premier maire du village d'Arato, préfecture de Gunma, Japon. Conservé dans la collection de la famille Oka.

岡 登喜太（おか ときた、1854年〈安政元年〉 - 1903年〈明治36年〉、ローマ字表記: Oka Tokita）は、日本の政治家。群馬県荒砥村（現・前橋市二之宮町）出身で、同村の初代村長を務めた。群馬県議会議員、勢多郡会議員としても活動したほか、地域の寺子屋教育に関与した記録が残る。

## 生涯
1854年（安政元年）、群馬県勢多郡二之宮村に生まれる。
1889年（明治22年）3月4日、町村制施行により荒砥村が発足し、初代村長に就任した。  1890年（明治23年）、群馬県議会議員に選出された。  1896年（明治29年）、勢多郡会一般議員に選出。  また、二之宮町地域における寺子屋教育に関与した記録が残されている。  1903年（明治36年）9月30日、死去。享年50。

## 人物・評価
政治活動のみならず、地域における教育活動にも携わり、寺子屋教育を通じて住民の学びを支えた。荒砥村の発展に寄与した人物として記録されている。